# Ретч, Мориц
Мориц Ретч, полное имя — Фридрих Август Мориц Ретч (или Рецш, нем. Friedrich August Moritz Retzsch, 9 декабря 1779, Дрезден, курфюршество Саксония, Германия — 11 июня 1857, поместье Оберлёсниц, курфюршество Саксония) — немецкий живописец и гравёр. Получил известность как иллюстратор книг и автор картины «Шахматисты», во второй половине жизни стал крупным производителем вина и организатором фестивалей виноделов.

## Биография

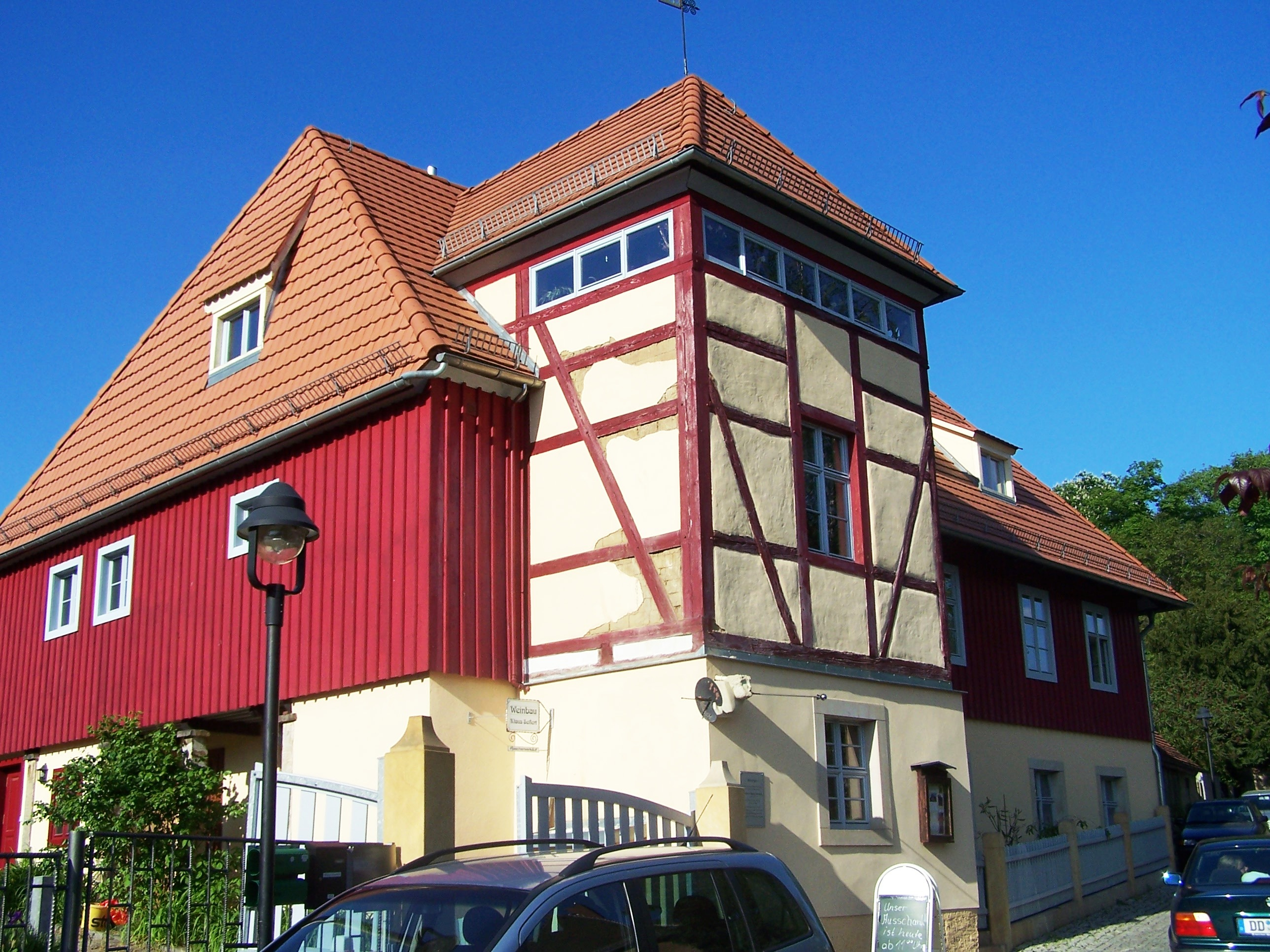
Retzschgut — поместье художника

Художник родился в Дрездене. Проходил обучение в Дрезденской академии изобразительных искусств под руководством Кайетана Тоскани и Иосифа Марии Грасси. Много работал самостоятельно, в частности копируя картины старых мастеров. Художник подражал старой классической школе; когда образовался кружок назарейцев («Союз святого Луки»), то выступил их идейным противником.
Стал членом Академии в 1817 году. В 1824 году он — профессор в Дрезденской академии изобразительных искусств. Стал известен благодаря гравюрам, выполненным в академическом стиле. Среди его иллюстраций: Иоганн Вольфганг Гёте «Фауст» (1816, всего 26 гравюр), Фридрих Шиллер «Песня о колоколе» (43 листа), Собрание драматических произведений Уильяма Шекспира (1827—1846, 80 листов) и «Баллады» Готфрида Августа Бюргера (1840, 15 листов).
Наиболее значительным трудом Ретча в области книжной графики явилась его Шекспировская галерея (англ. Outlines to Shakespeare). Это издание, состоящее из нескольких серий, иллюстрирует все пьесы Уильяма Шекспира. В собрании Калужского музея изобразительных искусств хранится первая серия гравюр, включающая семнадцать листов — «Гамлет».
Искусствоведы особо выделяют серию гравюр художника из сорока трёх листов к «Песне о колоколе» Ф. Шиллера (1834). Ретч не только проиллюстрировал стихотворение немецкого поэта-романтика, но и написал комментарии к тексту, а также выступил в качестве редактора и издателя альбома.
Художник был незаурядной личностью. Яркие записки о художнике оставила английская путешественница Mrs Jameson.
Художник создавал также портреты и картины на мифологические сюжеты. Фридрих Август Мориц Ретцш отличался умением точно передавать портретное сходство изображаемых лиц («Портрет короля Фридриха-Августа»).
В 1839 году улица напротив его дома была названа «Мориц Ретч».

## Творчество
Работал преимущественно в литографии. Портреты, аллегорические и мифологические картины, рисунки и гравюры Ретча пользовались широкой известностью при жизни художника. В библиотеке Д. С. Горчакова из усадьбы Барятино хранились редкие рукописи и старинные книги с гравюрами Ретча. Был выявлен ряд альбомов, среди которых выделяется серия контурных иллюстраций к произведениям Шекспира и Шиллера Морицем Ретчем. Чарлз Дарвин, упоминая «балладу Шиллера о Фридолине», описывает иллюстрацию к ней именно Ретча. В библиотеке графов Строгановых находились несколько уникальных изданий М. Ретча на немецком языке. Большинство его картин в настоящее время утеряны.
Ретч иллюстрировал произведения немецких писателей; в справочниках за ними закрепилось название «гравюры в очерках» (в терминологии самого автора — «отрывки», или «фрагменты»). Ретч выступает в них как автор иллюстраций к текстам Гёте и Шиллера и их комментатором, интерпретатором и исследователем, издателем и редактором книг. М. Ретч открывает новый вид издания, в основе которого находятся иллюстрации, а текст является вступлением и комментарием к каждой гравюре. В его изданиях всегда используется готический шрифт.
Высоко оценивал работы Ретча Гёте. Гёте предпочитал гравюры Ретча работам других художников и дарил их вместе с изданиями своих произведений. Генрих Гейне пишет в своих «Путешествие по Гарцу»: 

«Это, верно, мячи, которыми перебрасываются, играя, злые духи в Вальпургиеву ночь, когда ведьмы приезжают верхом на мётлах и навозных вилах и начинается, по рассказам простодушной нянюшки, чудовищное, гнусное игрище, которое можно созерцать на прекрасных иллюстрациях к „Фаусту“ маэстро Ретцша»— Генрих Гейне. Путешествие по Гарцу
Всего 25 сцен в драме Гёте «Фауст», 29 гравюр создаёт к ним Ретч. Они только частично соответствуют сценам, выделенным в драме Гёте. Отсутствие названий к иллюстрациям у Ретча оставляет свободу читателю в интерпретации. Ретч снимал названия сцен, которые есть у Гёте (все иллюстрации идут без подписей), а самим гравюрам названия не давал. Ретч приводит только цитаты из текста Гёте к гравюрам, выбирая их сам, даёт нумерацию гравюр, отражая собственную логику, при этом он допускает изменение структуры текста Гёте.
Жуковский так писал о рисунках художника:

«Реч строго держался истины: он удовлетворительно изобразил для глаз то, что мы видим воображением, читая „Фауста“; в его композиции много разнообразия и живости; в его сценах демонов и ведьм много фантазии, но он не переходит за границу простой истины; в этом отношении он должен уступить Корнелиусу, в рисунках которого есть высшая, идеальная истина, есть величавая значительность, составляющая характер средних веков, к которым принадлежит лицо Фауста…»— В. А. Жуковский. Две сцены из "Фауста"
Сам Жуковский по манере графического рисунка был близок именно Ретчу, различались лишь их техники гравирования. Ретч наносил изображение посредством инструментов на голую пластину, Жуковский занимался офортным гравированием на медном листе, покрытом специальным лаком.
Наибольшей известностью среди картин художника пользовались «Шахматисты» (нем. Die Schachspieler). Необычный сюжет картины сразу вызвал интерес художественных критиков и до сих пор привлекает внимание искусствоведов, шахматистов, карикатуристов, политически ангажированных средств массовой информации, богословов.

## Ретч и виноградарство
Ретч был владельцем усадьбы и известного в его время виноградника и предприятия по производстве вина Retzschgut, что было предметом особой гордости художника. Он получил их в качестве приданого. В 1828 году художник переехал из Дрездена в своё поместье Оберлёсниц, чтобы сосредоточиться на занятии виноградарством. Как винодел он был почетным членом саксонских винодельческих компаний с 1799 года. Принял участие в преобразовании придворных фестивалей вина в общедоступные. В поздний период творчества часто изображал повседневную жизнь и труд виноградарей.

## Галерея

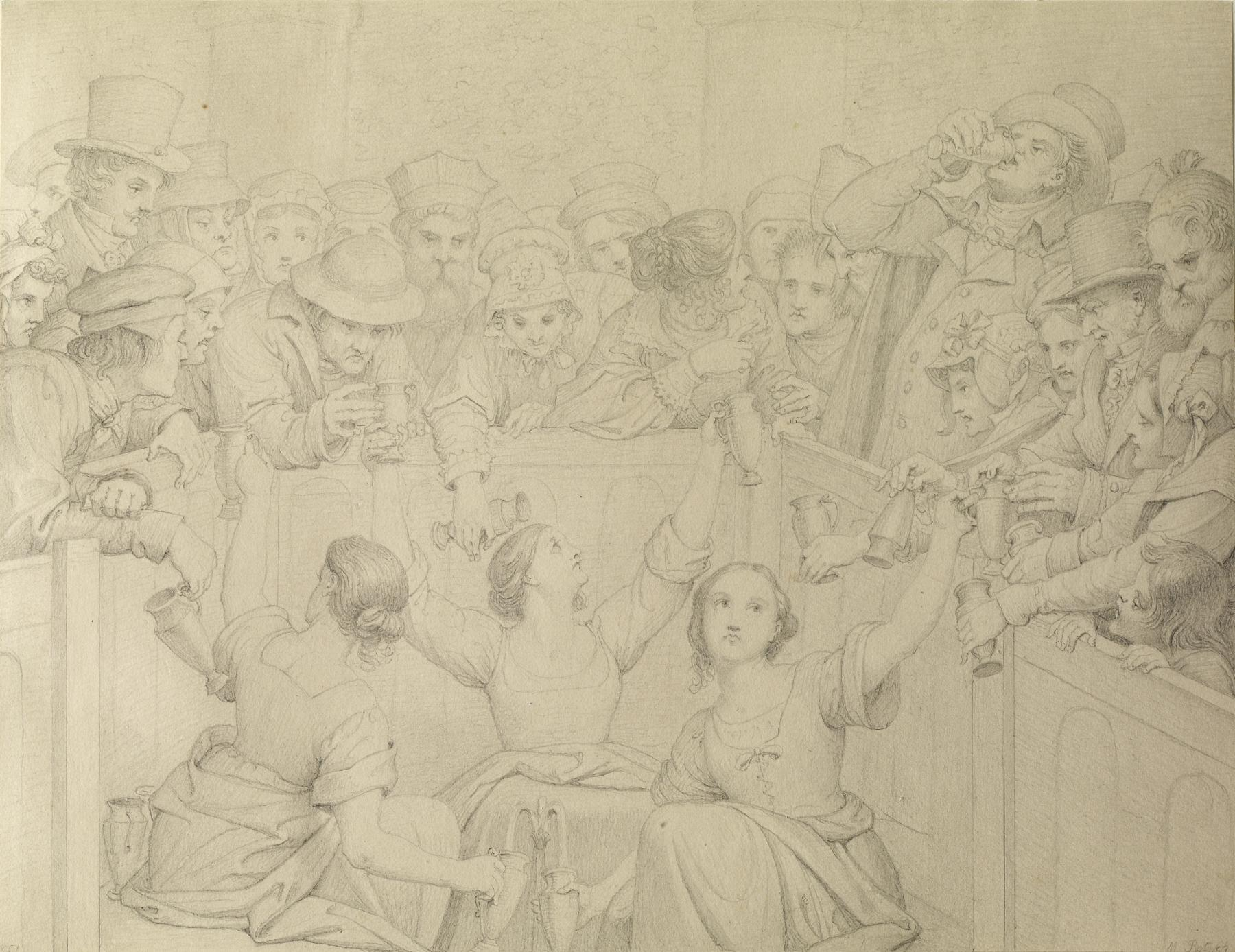
Мориц Ретч. Сцена в Спа. 1851. Художественный музей Уолтерса
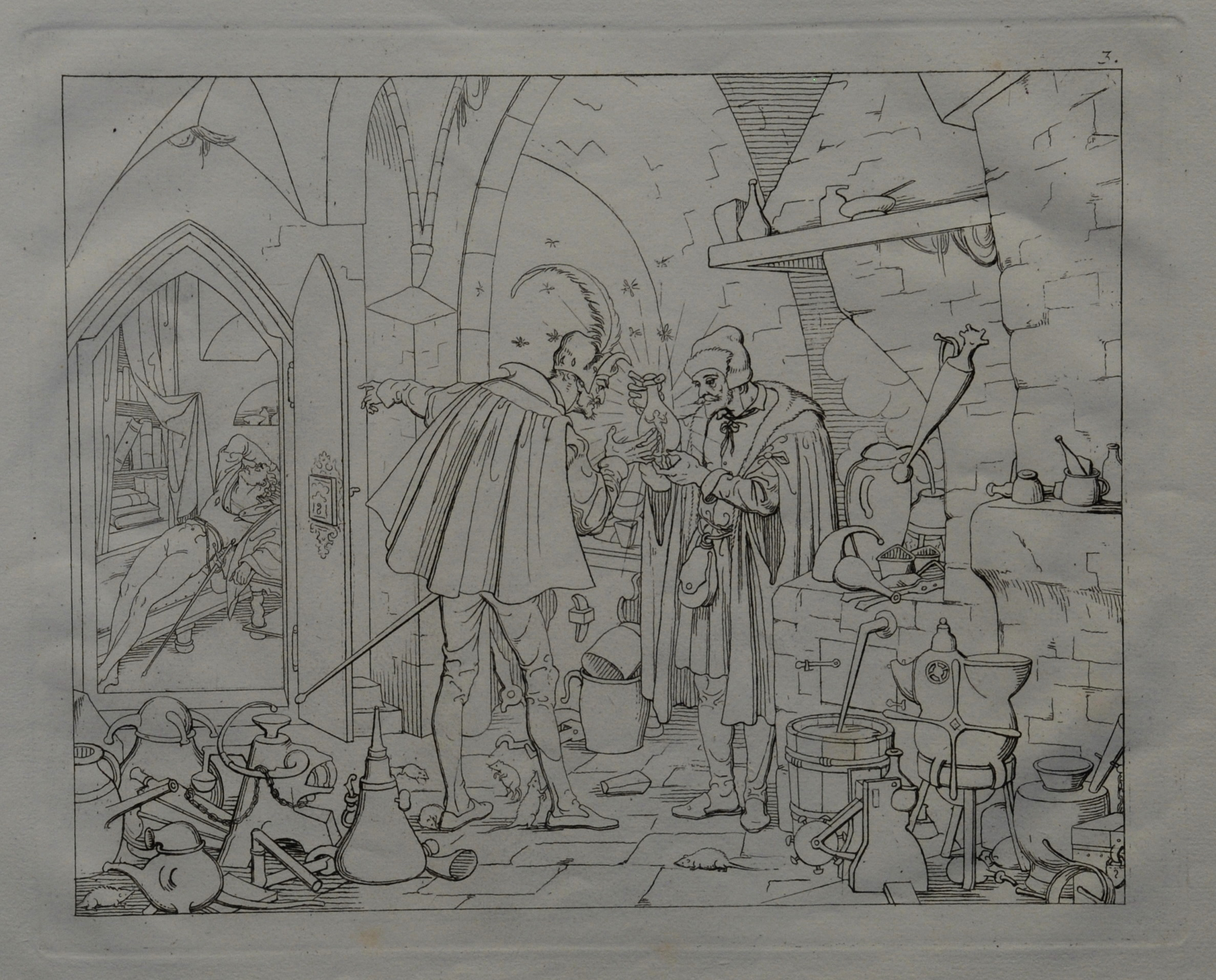
Мориц Ретч. Вагнер и Гомункул, к "Фаусту" Гёте. 1836
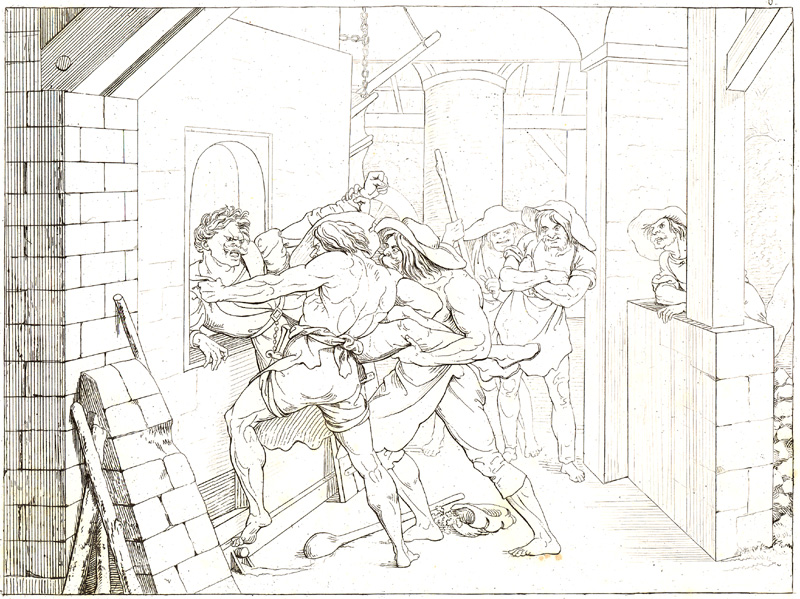
Мориц Ретч.  Песня о колоколе, иллюстрация к балладе Шиллера,
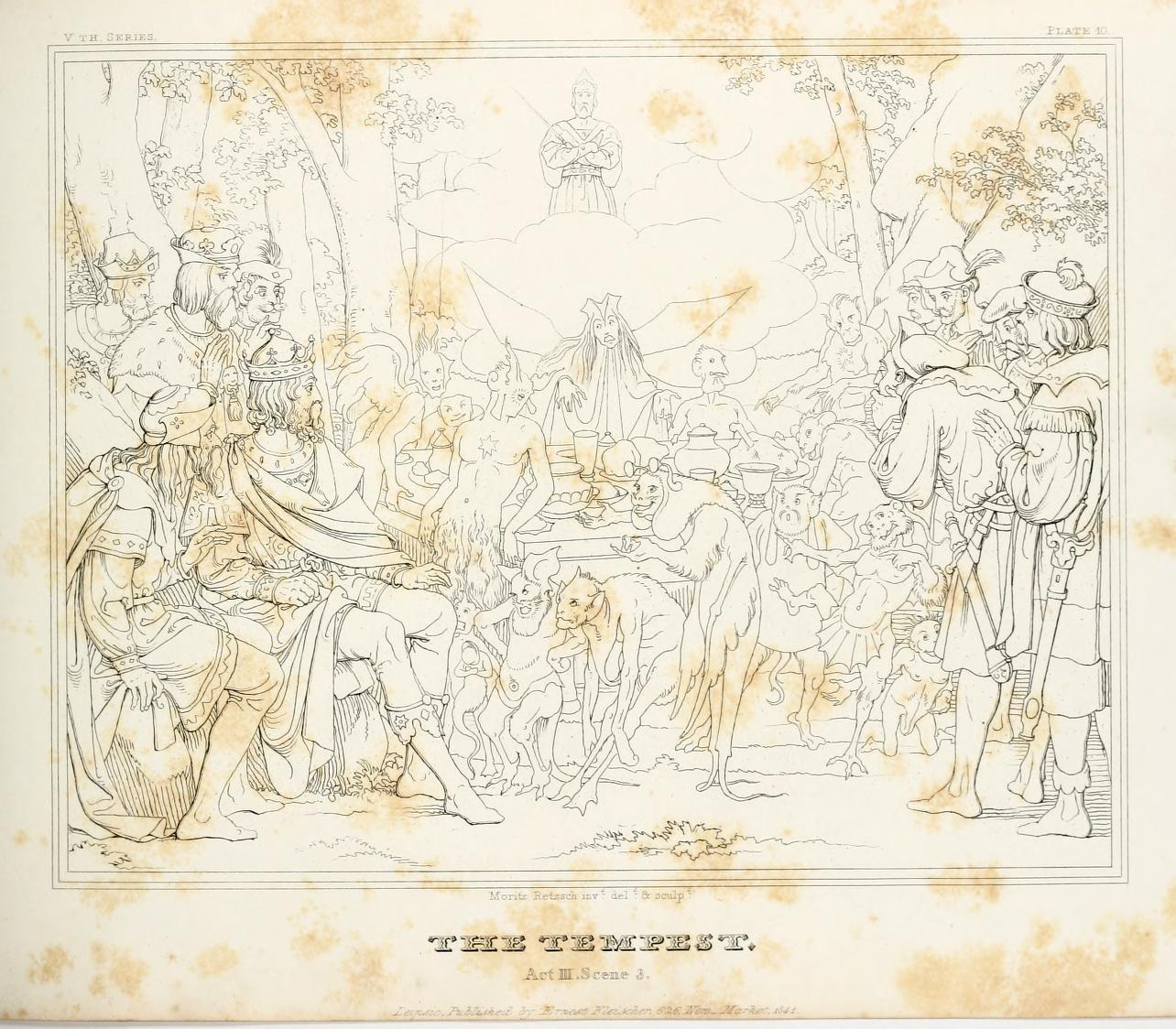
Мориц Ретч. Иллюстрация к "Буре" Шекспира, Акт III, сцена 3, 1853
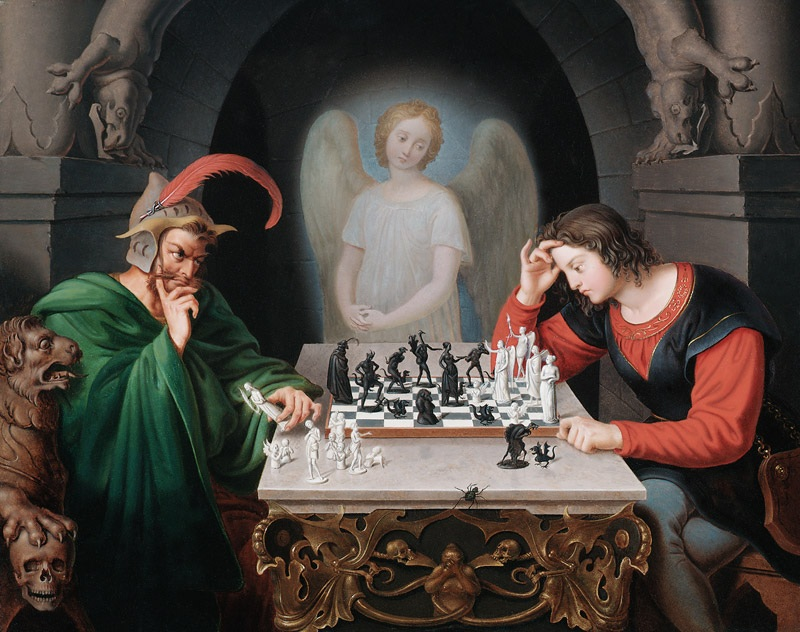
Мориц Ретч. Шахматисты, 1830-е годы
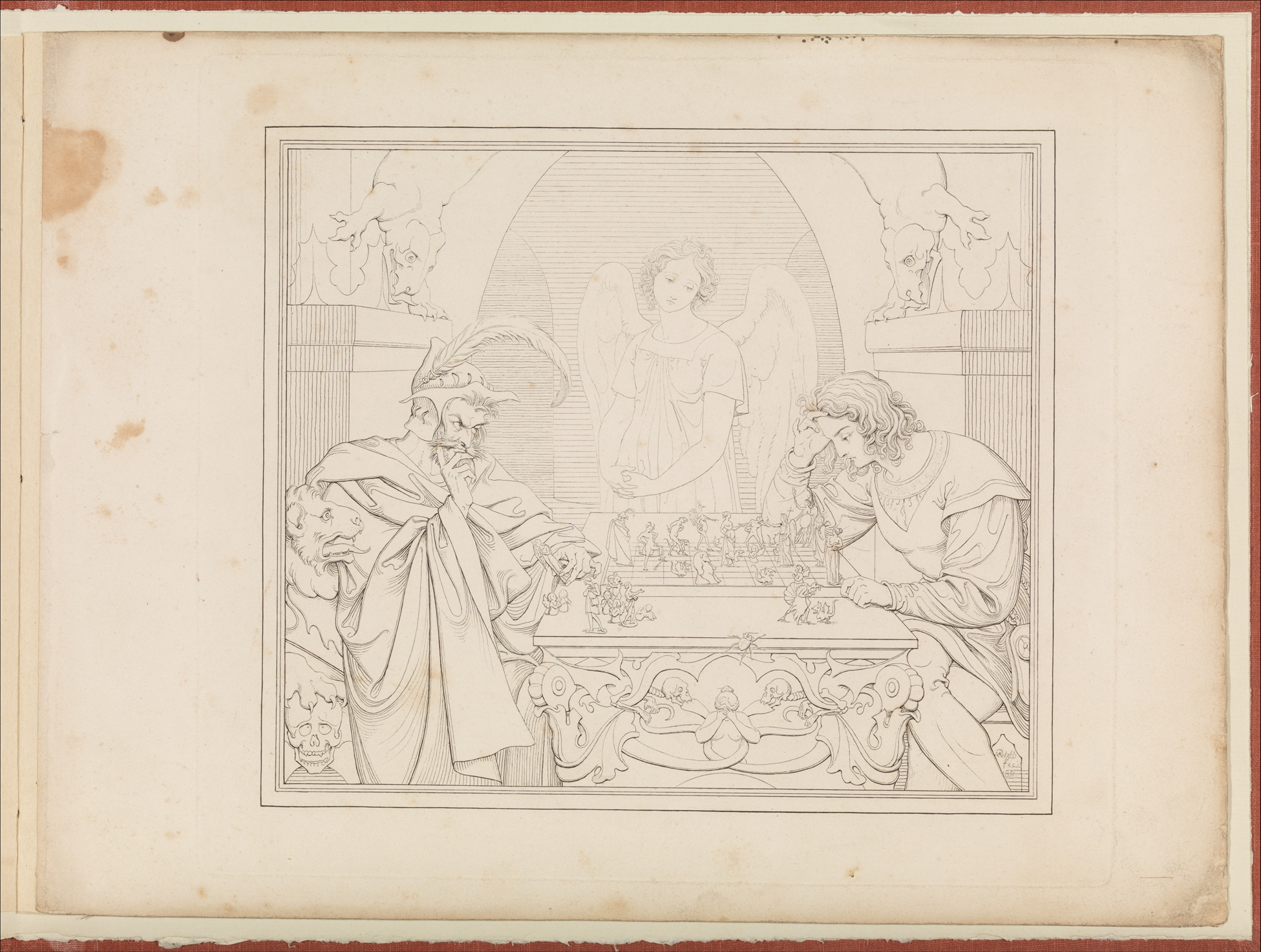
Мориц Ретч. Шахматисты, 1831 (офорт)

## Комментарии
1. ↑  В соответствии с правилами немецко-русской практической транскрипции фамилия художника транскрибируется как Рецш, однако в современных российских научных публикациях фамилия пишется Ретч